# Ramadan Xalah
Ramadan Abdallah Mohammed Xalah (àrab: رمضان عبد الله محمد شلح, Ramaḍān ʿAbd Allāh Xalaḥ; Gaza, 1 de gener de 1958 - Beirut, 6 de juny de 2020) va ser un militant palestí. Va ser el líder del grup Gihad Islàmic Palestí (GIP) del 27 d'octubre de 1995 fins a l'any 2018.
En convertir-se en secretari general del GIP, Xalah va passar a ser considerat terrorista pels Estats Units (Terrorista Especialment Designat) el 27 de novembre de 1995. El 2006 va ser col·locat a la llista dels terroristes més buscats per l'FBI.
L'abril de 2018, Xalah va patir una sèrie d'ictus i el 28 de setembre de 2018 va ser substituït per Ziyad al-Nakhalah com a líder del GIP.

## Biografia
Xalah va néixer a Xuja'iyya, un barri a l'est de la ciutat de Gaza, en el si d'una família conservadora que tenia onze fills. Va anar a l'escola a Gaza fins que va obtenir el diploma de batxillerat. Va marxar a Egipte i es va incorporar a la Universitat de Zagazig, on va obtenir una llicenciatura en economia el 1981. El 1986 se'n va anar a Londres per completar estudis de postgrau.

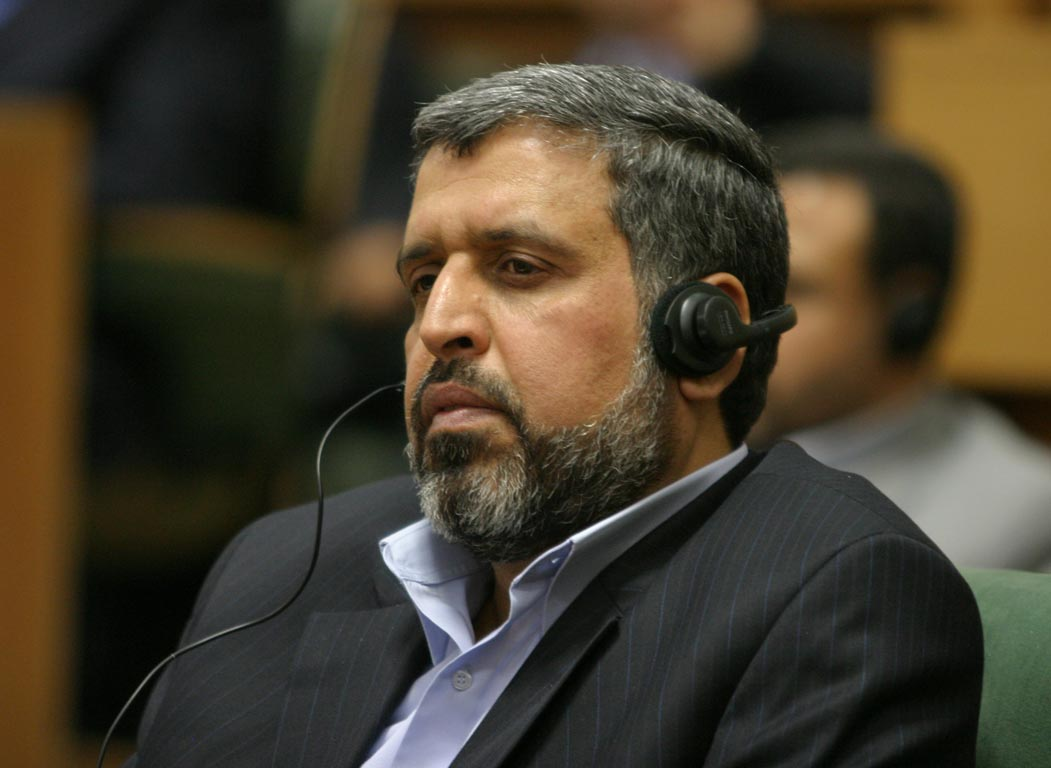
Xalah a la 3a Conferència Internacional sobre Quds i Protecció dels Drets del Poble Palestí, celebrada a Teheran el 2006.

Xalah va obtenir un doctorat. en banca i economia per la Universitat de Durham, Anglaterra. La seva tesi de 1989 es titulava La banca islàmica en una economia basada en interessos: un estudi de cas de Jordània.
El professor Sami Al-Arian va ajudar a Xalah a entrar a la Universitat del Sud de Florida, on treballava ell. Allí Xalah va ensenyar com a professor adjunt i va ser nomenat per Al-Arian cap del WISE (World and Islamic Studies Enterprise). Xalah va marxar el 1995 per dirigir el GIP.
Abans de l'inici de la guerra civil a Síria, vivia a Damasc, on es trobava la seu principal del Gihad Islàmic. Va mantenir estrets vincles amb els governs de Síria i l'Iran, i visitava Teheran regularment.

## Activitat al Gihad Islàmic Palestí
Xalah es va convertir en secretari general del GIP el 1995, després de l'assassinat del seu anterior líder, Fathi Xiqaqi a Malta. En convertir-se en secretari general del GIP, Xalah va ser designat terrorista especialment designat pels Estats Units el 27 de novembre de 1995.
Juntament amb el membre del GIP, Abd Al Aziz Awda, Xalah va ser acusat formalment de 53 càrrecs pel Tribunal de Districte dels Estats Units per al Districte Mitjà de Florida, per acusacions de presumpta implicació segons la Llei d'Organitzacions Corruptes i Influenciades per Racketeer (RICO) en activitats d'extorquiment pel Gihad Islàmic Palestí, una organització considerada terrorista pels Estats Units. Van buscar a Xalah per conspiració per dirigir els afers del GIP a través d'un patró d'activitats extorsionants com ara bombardeigs, assassinats i blanqueig de diners.
Per a aquesta acusació, Xalah es va convertir en un dels terroristes més buscats per l'FBI a partir del 24 de febrer de 2006, juntament amb Abd Al Aziz. Awda.

## Mort
Xalah va morir el 6 de juny de 2020 al Líban després d'una llarga malaltia que el va induir dos anys en coma. El seu funeral es va celebrar a Damasc i va comptar amb la presència de Ziyad al-Nakhalah, que l'havia substituït com a cap del GIP. Estava previst que fos enterrat a la Franja de Gaza segons la seva voluntat, però tot i que Egipte va acceptar portar el seu cos pel pas de Rafah, Israel s'hi va negar. Per això, després de l'aprovació de la seva família, es va decidir enterrar-lo al camp de refugiats de Jarmuk, a Damasc.
Xallah era casat i tenia quatre fills. Parlava bé l'anglès i l'hebreu.